# 台湾火棘

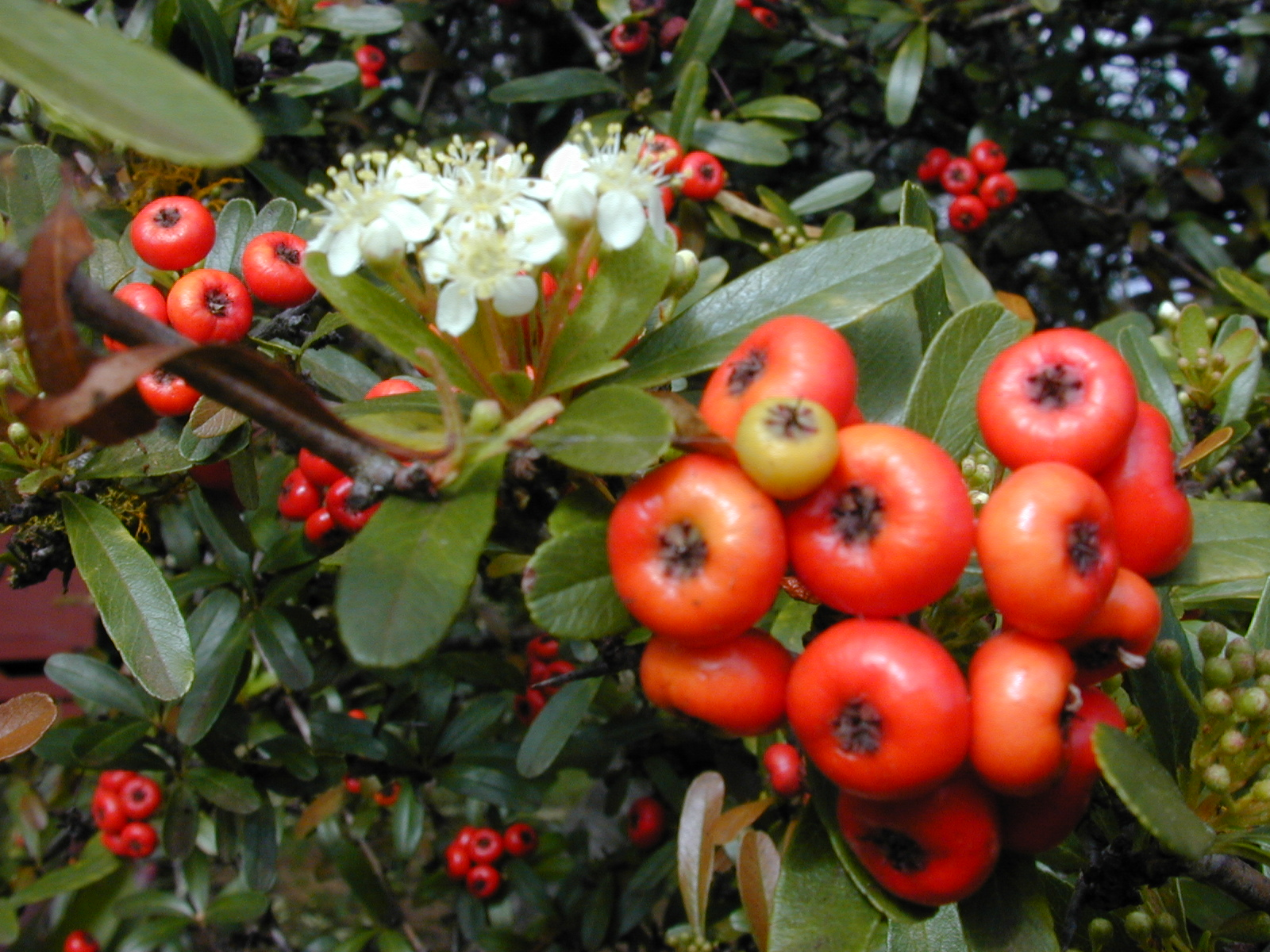
花朵與果實

（臺灣又名「台東火刺木」、「狀元紅」），是蔷薇科火棘属的植物，为台灣的特有植物。原生於花東縱谷及花蓮縣秀林鄉和平村之河床及河流兩岸，與火刺略有差別。分布于台灣本島，常生于生河岸多石地区、荒野或丛林中。